# Домнины
Домнины — древний русский дворянский род.
Род Домниных внесён во II и VI части родословной книги: Вологодской, в I и III части С-Петербургской губерний.
В Боярских книгах встречаются также и Даниловы-Домнины.

## История рода
При великом князе Василии III Ивановиче (1505—1533) Фёдор Ильич Домнин был межевым судьёй. В половине XVI века служили по Ростову: Василий, Иван и Данила Григорьевичи, по Костроме: Иван Васильевич Владимир Дмитриевич, все они записаны в Дворовой тетради (1550). Инок Иосиф Домнин был чашником в Суздальском Спасо-Евфимиевском монастыре (1572), владел вотчиной в Московском уезде (1573). Опричник Булат Фёдорович владел вотчиной в Московском уезде (1573). Иван Васильевич владел поместьем в Звенигородском уезде (1592). Фёдор Домнин служил во Владимире стрелецким сотником (1608). Фёдор Фёдорович вёрстан новичным окладом по Юрьеву-Польскому (1613). Дворовые по Вологде: Григорий Ильич, Павел Семёнович и Григорий Фёдорович вёрстаны поместными окладами по 400 четвертей земли (1613). Григорий Ильич губной староста по Вологде (1617). Григорий и Кузьма Артемьевичи вёрстаны новичными окладами по Владимиру (1628).
Алферий Домнин воевода в Боровне (1677—1678), сын его Любим Алферьевич думный дьяк (1689—1692), 2-й воевода в Терках (1690), владел селом Подгорная Каменка Симбирского уезда.
Трое представителей рода владели населёнными имениями (1699).
Фёдор и Борис Ивановичи вологодские помещики (1716).

## Известные представители
- Домнин Василий Данилович — приказной Вологодского Архирея (1660).
- Домнин Матвей Данилович — губной староста (1661).
- Домнин Любим — дьяк (1676).
- Домнины: Василий Никитич, Иван Кузьмич — стряпчие (1692)[1][5].